# Marcin Łopuski
Marcin Łopuski herbu Ślepowron – podkomorzy drohicki w latach 1784–1793, sędzia ziemski drohicki w latach 1778–1784, podstoli drohicki w latach 1775–1778, łowczy drohicki w latach 1752–1775.
Poseł ziemi drohickiej na sejm 1776 roku.